# Praomys
Praomys là một chi động vật có vú trong họ Muridae, bộ Gặm nhấm. Chi này được Thomas miêu tả năm 1915. Loài điển hình của chi này là Epimys tullbergi Thomas, 1894.

## Các loài
Chi này gồm các loài: